# Witold Gerutto
Witold Gerutto (né le 1er octobre 1912 à Harbin en Chine et mort le 13 octobre 1973 à Konstancin-Jeziorna) est un athlète polonais, spécialiste des épreuves combinées. 
Il remporte la médaille d'argent du décathlon lors des championnats d'Europe de 1938, devancé par le Suédois Olle Bexell. 
Il participe aux Jeux olympiques de 1948, se classant 10e du concours du lancer du poids, et 19e du décathlon.